# Echeveria setosa
Echeveria setosa (Rose & Purpus, 1910) è una pianta succulenta appartenente alla famiglia delle Crassulaceae, endemica del Messico.

## Etimologia
Il nome le è stato dato in onore del pittore e botanico Atanasio Echeverría; 'setosa' deriva dal fatto che sia ricoperta di pelucchi.

## Descrizione

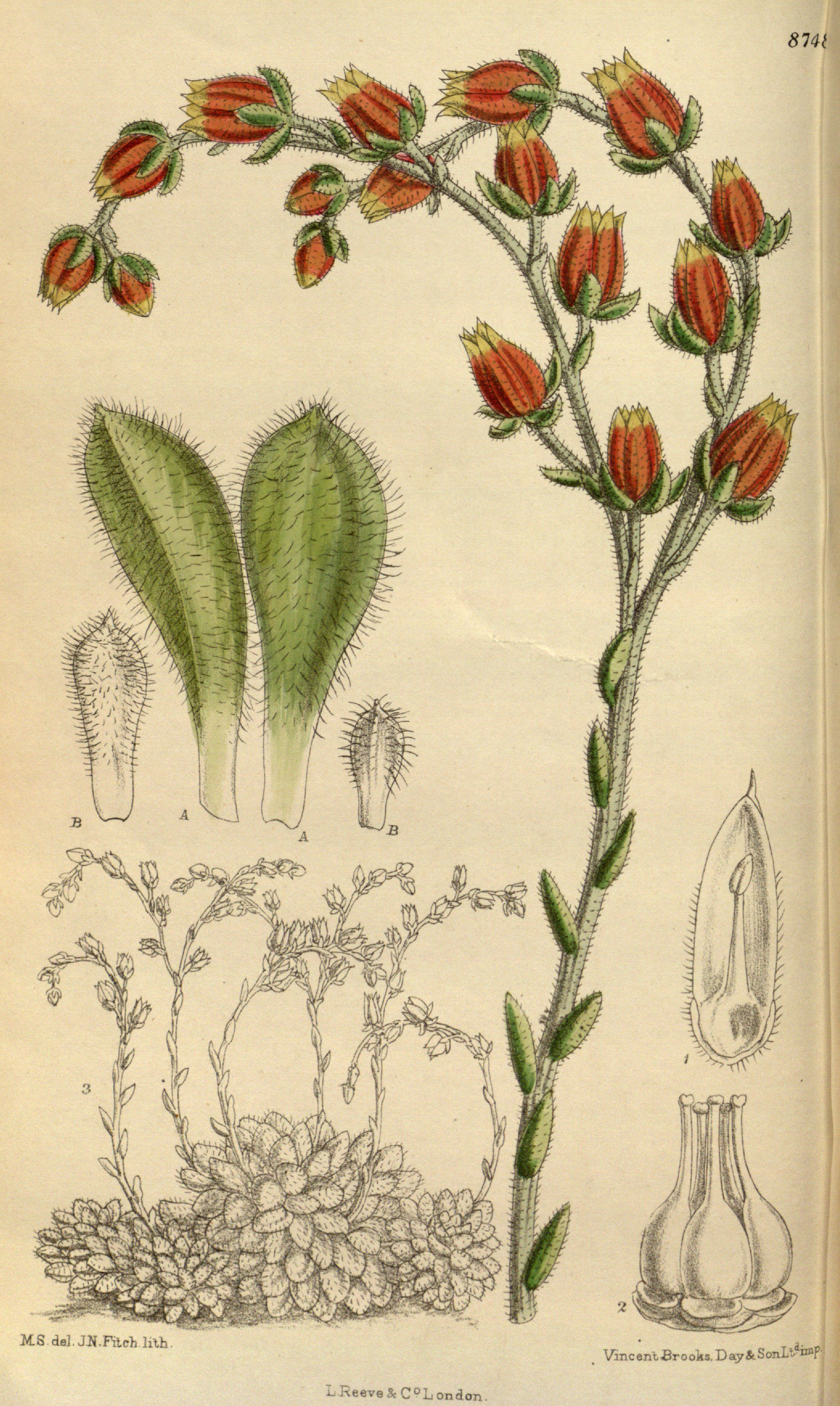
illustrazione botanica

L’E. Setosa ha una forma di rosetta ricoperta di peli e, quando adulta, può raggiungere i 4 cm in altezza e larga 30 cm, inoltre gli steli possono arrivare a 30 cm.

### Foglie
Le foglie, concave, hanno una colorazione verde con le punte rosse.

### Fiore
Il fiore ha una forma stretta e lunga,  colorazione rossa con bordature gialle.

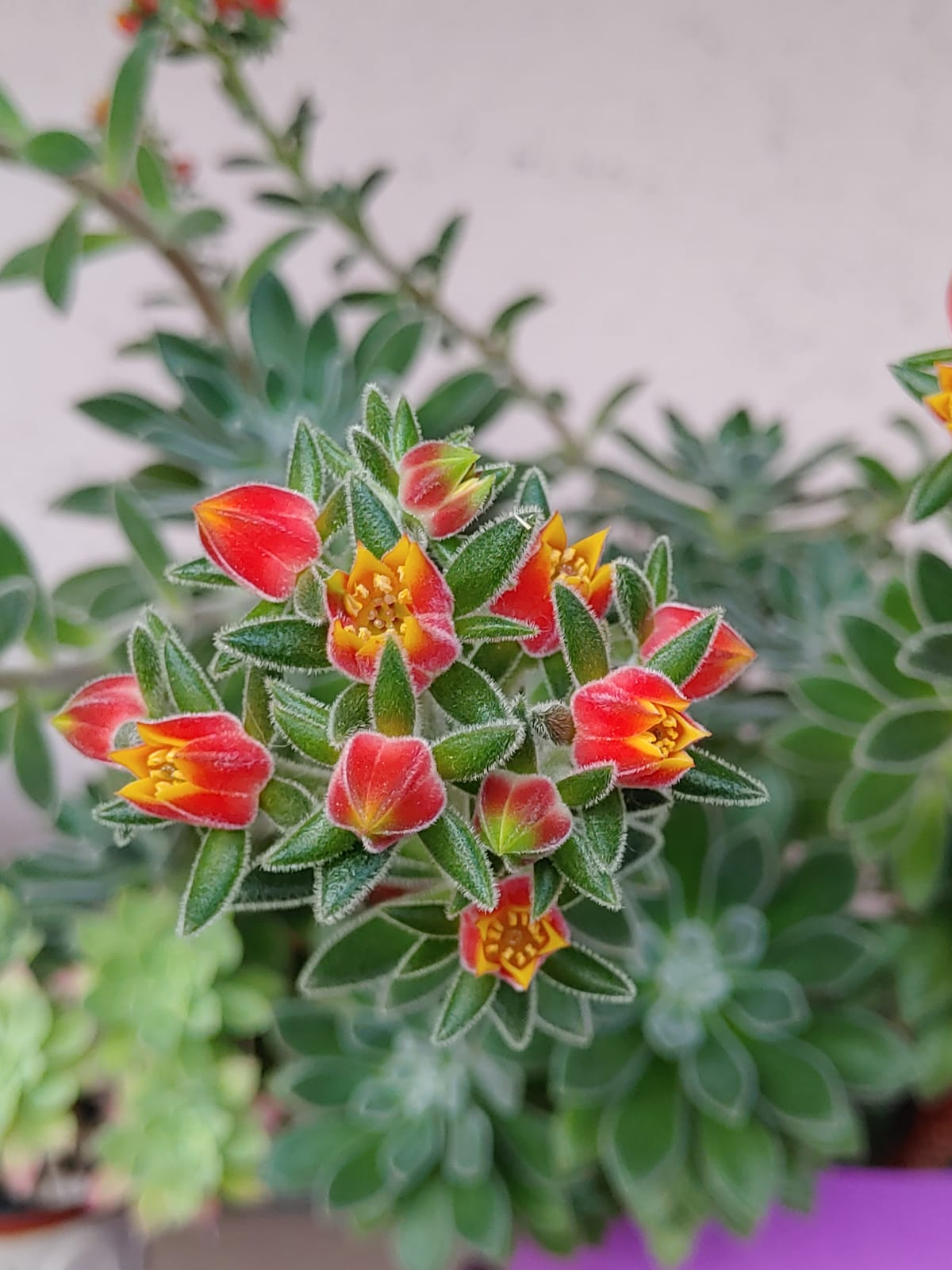
Fiori di Echeveria setosa

## Tassonomia
In passato la E. setosa, facendo parte delle Crassulacee, faceva parte dell’ordine Rosali ma con la classificazione filogenetica APG III è stata inserita nei Sassifragali.

### Varietà
- Echeveria setosa var. ciliata Moran, 1993
- Echeveria setosa var. deminuta Meyran, 1988
- Echeveria setosa var. minor Moran, 1993
- Echeveria setosa var. ocheroi Moran, 1993
- Echeveria setosa var. setosa Rose & Purpus, 1910

### Specie simili
Di seguito sono riportate le specie simili a E. setosa:
- Echeveria pubescens
- Echeveria elegans, dalle foglie glabre.

## Usi
La E. setosa è usata come pianta ornamentale, sia da vaso che da giardino.